# 다자이후 신호장
다자이후 신호장(일본어: 太宰府信号場)은 일본 후쿠오카현 다자이후시에 있는 규슈 여객철도 가고시마 본선의 신호장이다.

## 이 신호장이 배치된 배경
가고시마 본선 도스역 - 고쿠라역 간은 전국에서도 유수의 과밀 운행 시간표로 운행되고 있어, 특히 후쓰카이치역 - 미나미후쿠오카역의 사이는 대피선이 1개도 없고, 여유가 없는 운행 시간표 편성으로 되어 있기 때문에, 운행 시간표로 여유를 가지게 하기 위해, 이 신호장이 설치되었다.

## 구조
상행 · 하행 각각 본선 · 부 본선의 합계 4개를 가진, 열차의 대피 · 추월이 행해진다. 종래, 승강장을 설치해서 역으로서 개업하는 것을 상정해, 가선 기둥 등은 역 설치로 지장이 없게 배치되어 있다.
열차는 8량 편성까지의 열차가 정차할 수 있는 구조로 되어 있다.

## 역사
- 2003년 3월 15일 : 규슈 여객철도가 개설.

## 인접 역
| 가고시마 본선      | 가고시마 본선   | 가고시마 본선              |
| ------------------ | --------------- | -------------------------- |
| 미즈키 모지코 방면 | ■ 가고시마 본선 | 도후로미나미 가고시마 방면 |